# Berlin-Schlachtensee
Schlachtensee ist ein Ortsteil des Bezirks Steglitz-Zehlendorf in Berlin. Als amtliche Gebietseinheit wurde der Ortsteil am 11. Dezember 2020 aus Teilen der bestehenden Ortsteile Nikolassee und Zehlendorf gebildet. Baulich ging der Ortsteil aus mehreren Landhaus- und Villenkolonien hervor, die am Ende des 19. Jahrhunderts südlich des Schlachtensees – dem größten See der Berliner Grunewaldseenkette – entstanden.

## Geographie
Der Ortsteil Schlachtensee wird, beginnend am S-Bahnhof Mexikoplatz, im Uhrzeigersinn begrenzt durch die Wannseebahn, die Potsdamer Chaussee, die Wasgenstraße, die Spanische Allee, die Straße Am Schlachtensee, den Waldrand oberhalb des Schlachtensees, die Bundesautobahn 115, den Fischerhüttenweg, den Elvirasteig und die Limastraße bis zum Mexikoplatz.
In seinem Nordteil umfasst der Ortsteil einen Teil des Grunewalds. Zwischen dem Grunewald und dem bebauten Gebiet des Ortsteils liegt der Schlachtensee.

## Geschichte

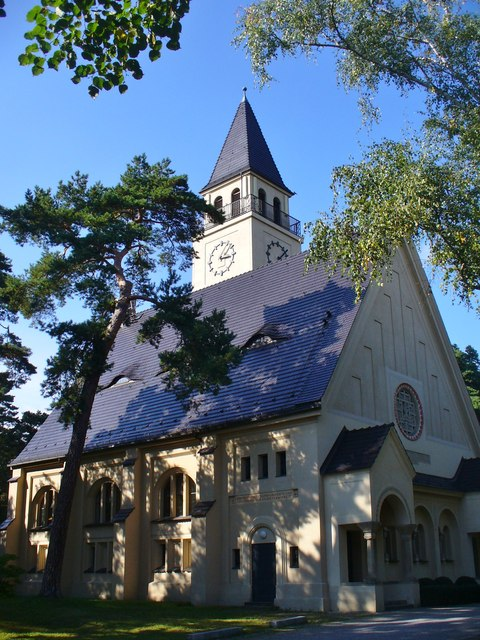
Johanneskirche

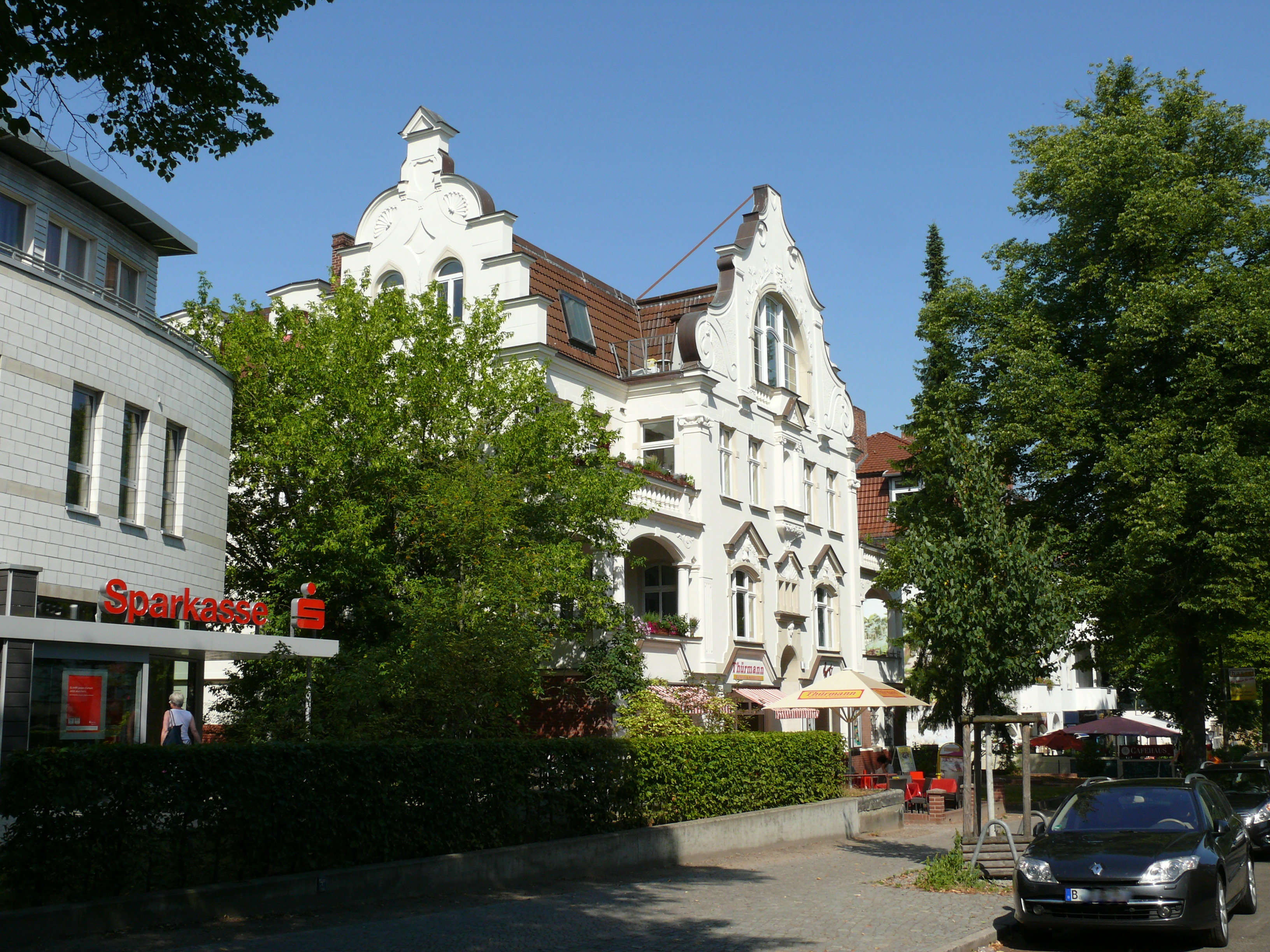
Breisgauer Straße

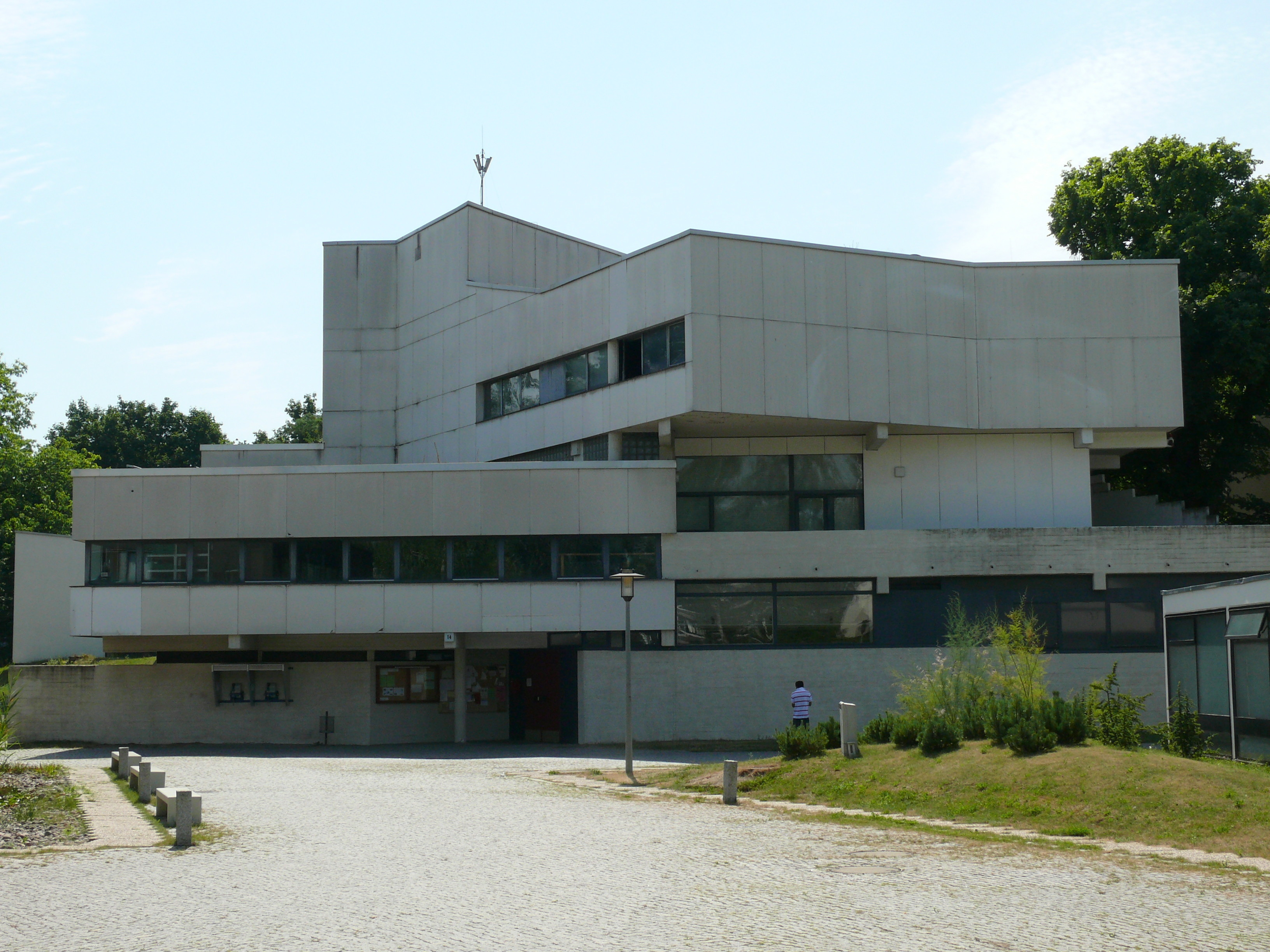
Studentendorf Schlachtensee

Im Mittelalter existierte am Südufer des Schlachtensees das Dorf Slatdorp, das aber nach 1300 wüst fiel. Die ersten Bauten der Neuzeit waren die 1759 am nordwestlichen Ufer des Schlachtensees errichtete Alte Fischerhütte und die 1853 am Südufer errichtete Neue Fischerhütte. Ansonsten bestand der heutige Ortsteil bis weit ins 19. Jahrhundert aus unbesiedeltem Wald- und Ackerland.
Im Jahr 1874 wurde die Wannseebahn mitsamt dem Bahnhof Schlachtensee erbaut. Dem Ausbau dieser Bahnstrecke zur Neuen Wannseebahn in den 1890er Jahren folgte die systematische Bebauung des heutigen Ortsteils.
Die Villen-und-Landhaus-Bau-Gesellschaft Heimstätten AG erschloss ab 1894 die Villenkolonie Schlachtensee-West sowie ab 1898 die Landhauskolonie Schlachtensee-Ost. Hier wurden einfache Häuser für den (unteren) Mittelstand errichtet. Das Gebiet der neuen Kolonien gehörte bis dahin zum Gutsbezirk Düppel und wurde mit Beginn der Erschließung in die Landgemeinde Zehlendorf umgemeindet.
Weiter östlich rund um den heutigen Mexikoplatz entstand ab 1904 die Villenkolonie Zehlendorf-West, deren westlicher Teil heute ebenfalls zum Ortsteil Schlachtensee gehört. Die heutige Breisgauer Straße entwickelte sich mit zahlreichen Gastwirtschaften und Ladengeschäften sowie einem Postamt zur Hauptstraße von Schlachtensee. Die 1912 eingeweihte Johanneskirche war die Pfarrkirche des Schlachtenseer Gemeindebezirks.
Das Gebiet des heutigen Ortsteils wurde 1920 nach Groß-Berlin eingemeindet. Es wurde auf die Ortsteile Nikolassee und Zehlendorf des damaligen Bezirks Zehlendorf (ab 2001: Bezirk Steglitz-Zehlendorf) aufgeteilt, wobei die Grenze zwischen den beiden Ortsteilen quer durch Schlachtensee entlang der Breisgauer Straße verlief. Da Schlachtensee ein eigenes Postamt besaß, wurde die Bezeichnung Berlin-Schlachtensee auch als Postadresse und als Ortsangabe in amtlichen Dokumenten verwendet.
Auf dem Terrain zwischen der Niklasstraße und der Potsdamer Chaussee wurde 1923/1924 die Wohnsiedlung Am Heidehof erbaut. In den 1920er Jahren entstanden außerdem an der Spanischen Allee die Siedlungen Schlachtensee I und Schlachtensee II. Ende der 1930er Jahre wurde am Südufer des Schlachtensees die Marinesiedlung als Wohnort für Offiziere der Kriegsmarine im Dritten Reich errichtet. 1954 wurde die katholische Kirche Zu den Heiligen Zwölf Aposteln in der Wasgenstraße fertiggestellt. Zwischen 1957 und 1964 wurde im Süden des Ortsteils an der Potsdamer Chaussee das Studentendorf Schlachtensee erbaut.
Im Mai 2020 stimmte die Bezirksverordnetenversammlung des Bezirks Steglitz-Zehlendorf einem Einwohnerantrag einer Bürgerinitiative zur Einrichtung eines eigenen Ortsteils Schlachtensee zu. Der neue Ortsteil wurde mit Bekanntmachung im Amtsblatt für Berlin vom 11. Dezember 2020 aus Teilen der bestehenden Ortsteile Nikolassee und Zehlendorf gebildet und benannt.

## Bevölkerung
| Jahr | Einwohner |
| ---- | --------- |
| 2020 | 10.807    |
| 2021 | 10.360    |
| 2022 | 10.452    |
| 2023 | 10.396    |
| 2024 | 10.354    |

Quelle: Statistischer Bericht A I 5. Einwohnerregisterstatistik Berlin. Bestand – Grunddaten. 31. Dezember. Amt für Statistik Berlin-Brandenburg (jeweilige Jahre)

## Politik
Schlachtensee liegt im Abgeordnetenhauswahlkreis 7 des Bezirks Steglitz-Zehlendorf.

## Verkehr

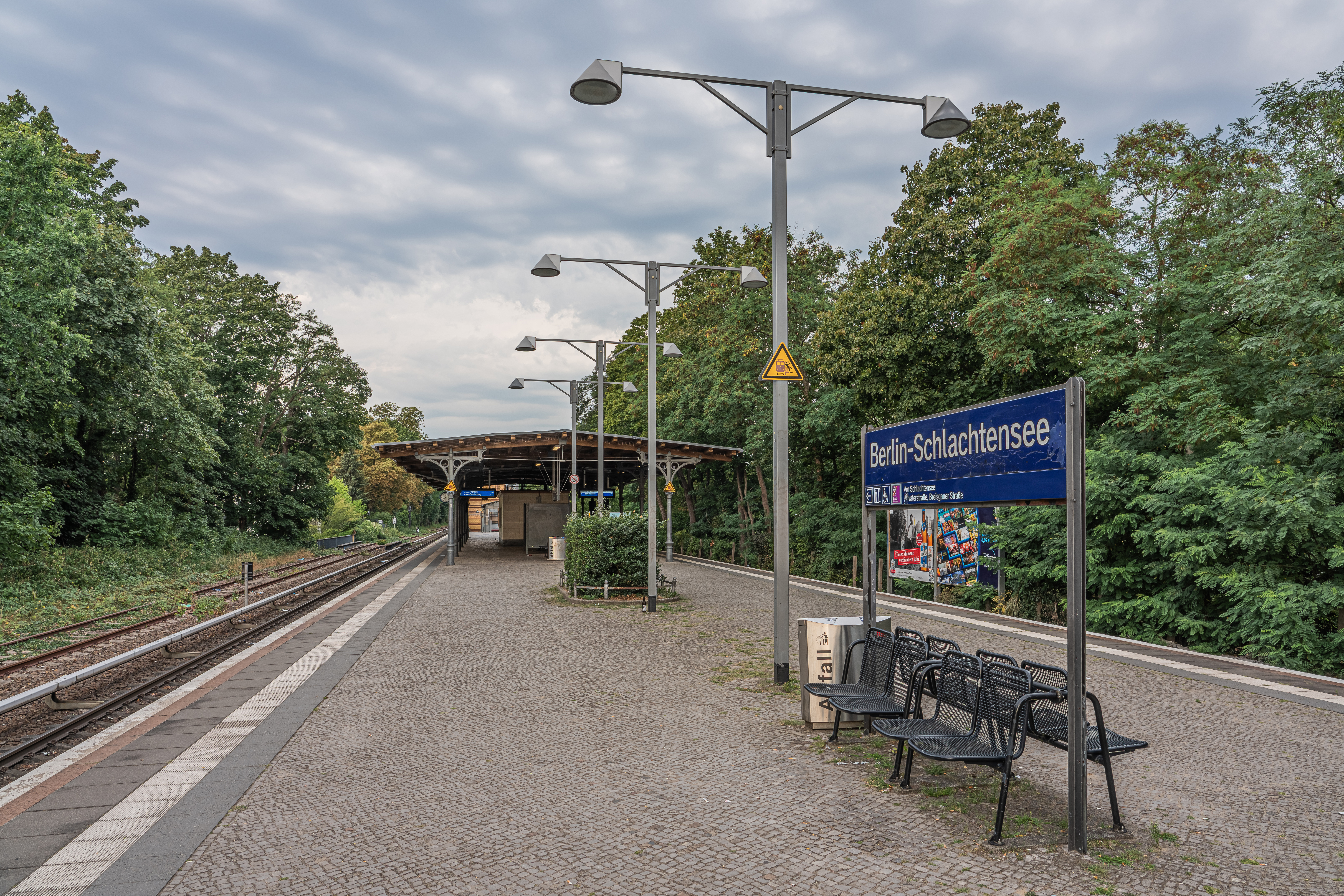
Bahnsteig des Bahnhofs Schlachtensee

Die S-Bahnhöfe Schlachtensee im Norden des bebauten Gebietes und Mexikoplatz an der Ortsteilgrenze zu Zehlendorf liegen an der Wannseebahn und werden durch die Linie S-Bahn-Linie S1 bedient. Die Buslinie 112 durchquert den Ortsteil auf der Spanischen Allee und der Potsdamer Chaussee von Westen nach Osten, die Buslinie 118 verkehrt auf der Potsdamer Chaussee und der Lindenthaler Allee im Süden von Schlachtensee. Auf der Lindenthaler Allee durchquert auch die Buslinie 622 den Ortsteil.
Die nächstgelegenen Autobahnanschlussstellen sind Spanische Allee und Kreuz Zehlendorf an der A 115 im westlich angrenzenden Ortsteil Nikolassee.

## Persönlichkeiten

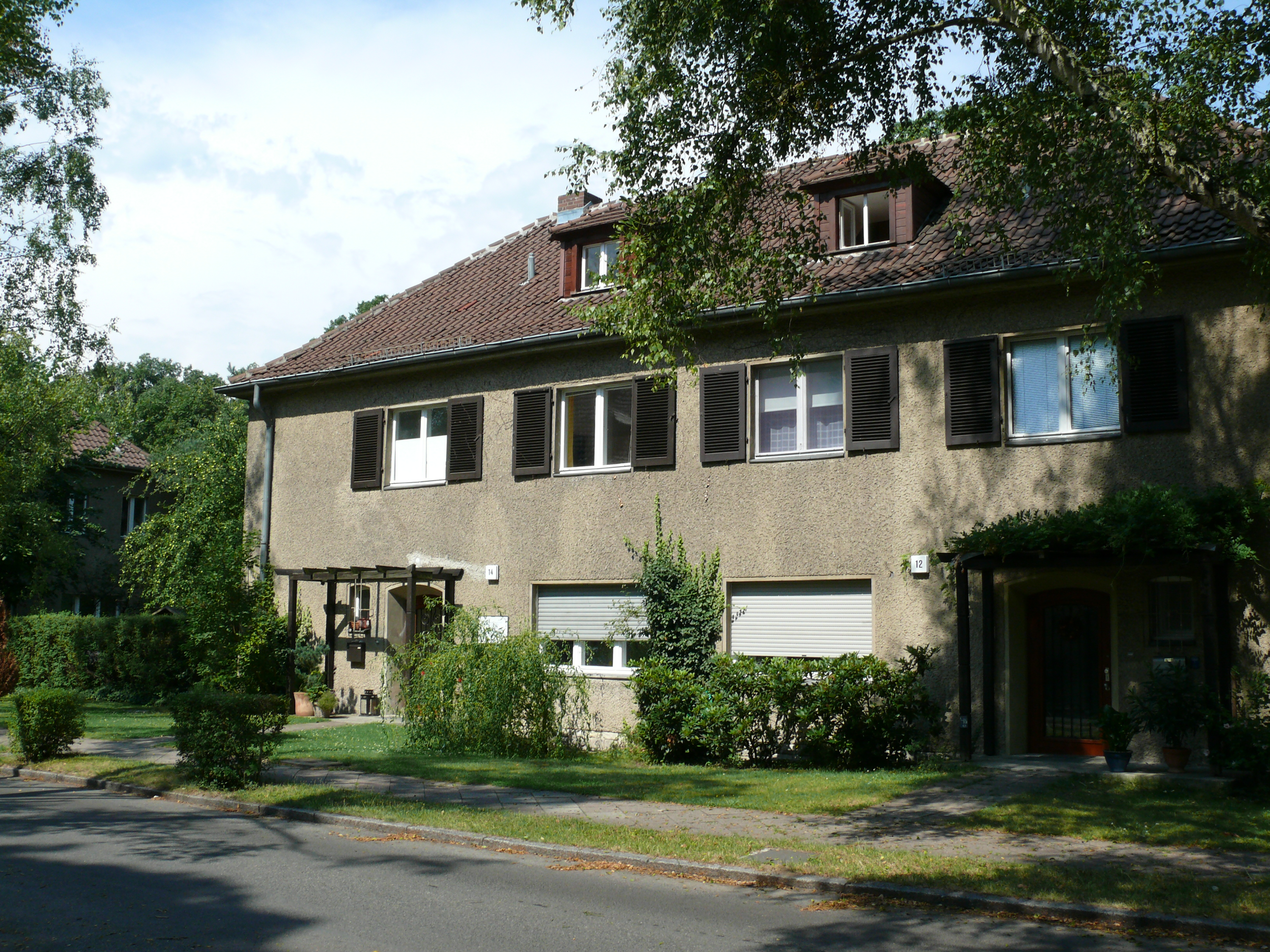
Ehemaliges Wohnhaus von Willy Brandt

- Carl Schmelzer (1834–1898), Schriftsteller, lebte in Schlachtensee
- Paul Albrecht (1863–nach 1935), Schriftsteller, lebte in Schlachtensee
- Erdmann Graeser (1870–1937), Schriftsteller, lebte in der Ahrenshooper Zeile 34
- Joseph Kromolicki (1882–1961), Komponist, lebte in Schlachtensee
- Fritz Hartung (1883–1967), Historiker, lebte in Schlachtensee
- Franz Willuhn (1885–1979), Ministerialbeamter, lebte in Schlachtensee
- Fritz Wisten (1890–1962), Schauspieler und Regisseur, lebte am Walssängerpfad 3
- Kurt Landsberg (1892–1964), Politiker (CDU, SPD), lebte am Marinesteig 6
- Theo Lingen (1903–1978), Schauspieler, lebte in der Matterhornstraße 2[14]
- Walter Groß (1904–1945), Arzt, Rassenhygieniker und Politiker (NSDAP), lebte und starb in Schlachtensee
- Elisabeth Grümmer (1911–1986), Opernsängerin, lebte Am Schlachtensee 104[15]
- Willy Brandt (1913–1992), Politiker (SPD), Bundeskanzler, Regierender Bürgermeister von Berlin, lebte am Marinesteig 14
- Walter Seelmann-Eggebert (1915–1988), Radiochemiker, in Schlachtensee geboren
- Rut Brandt (1920–2006), Ehefrau von Willy Brandt, lebte am Marinesteig 14
- Günter Pfitzmann (1924–2003), Schauspieler, lebte am Reifträgerweg 30
- Edith Hancke (1928–2015), Schauspielerin, lebte in der Breisgauer Straße 15a
- Marianne Küffner (1934–2024), Kunsthistorikerin und Kunsthändlerin
- Klaus Sonnenschein (1935–2019), Schauspieler, lebte in der Breisgauer Straße 15a
- Wolf Gremm (1942–2015), Regisseur, lebte in Schlachtensee
- Peter Brandt (* 1948), Historiker, wuchs in Schlachtensee auf
- Lars Brandt (* 1951), Schriftsteller, wuchs in Schlachtensee auf
- Matthias Brandt (* 1961), Schauspieler, wuchs in Schlachtensee auf